# میشل آلتیری
میشل آلتیری (انگلیسی: Michel Altieri؛ زادهٔ ۱۶ ژوئن ۱۹۷۴) بازیگر تئاتر، خواننده و بازیگر تلویزیون اهل ایتالیا است.